# Tom Rachman
Tom Rachman, född 1974, är en brittisk-kanadensisk författare.
Rachman föddes i London i England men växte upp i Vancouver i Kanada. Han studerade filmvetenskap vid University of Toronto och studerade därefter journalism vid Columbia University, där han avlade magisterexamen i ämnet.
Från 1998 arbetade han som redaktör på Associated Press i New York. Efter en kort sejour som reporter i Indien och Sri Lanka återvände han till New York 2002. Samma år skickades han till Rom som korrespondent och han kom genom detta uppdrag att skickas på ytterligare uppdrag i bland annat Japan, Sydkorea, Turkiet och Egypten. Från och med 2006 arbetade han deltid som redaktör på International Herald Tribune i Paris, samtidigt som han skrev på sin debutroman De imperfekta (originaltitel The Imperfectionists), vilken kom att ges ut 2010.